# Titularbistum Sinda
Sinda ist ein Titularbistum der römisch-katholischen Kirche. 
Es geht zurück auf einen früheren Bischofssitz in der gleichnamigen antiken Stadt (dem heutigen Korkuteli) in der kleinasiatischen Landschaft Pisidien an der südlichen Mittelmeerküste der heutigen Türkei.
| Titularbischöfe von Sinda |                                            |                                                      |                   |                    |
| Nr.                       | Name                                       | Amt                                                  | von               | bis                |
| 1                         | António Maria Teixeira                     | Koadjutorbischof von São Tomé von Meliapore (Indien) | 13. Juni 1928     | 25. Mai 1929       |
| 2                         | Francis Wang Tse-pu (Francis Wang Uamcepu) | Apostolischer Vikar von Wanhsien (Republik China)    | 16. Dezember 1929 | 11. April 1946     |
| 3                         | Maximilian Mueller                         | Koadjutorbischof von Sioux City (USA)                | 20. August 1947   | 20. September 1948 |
| 4                         | Thomas Bernard Pearson                     | Weihbischof in Lancaster (Großbritannien)            | 14. Mai 1949      | 17. November 1987  |